# クララ・ツェトキン

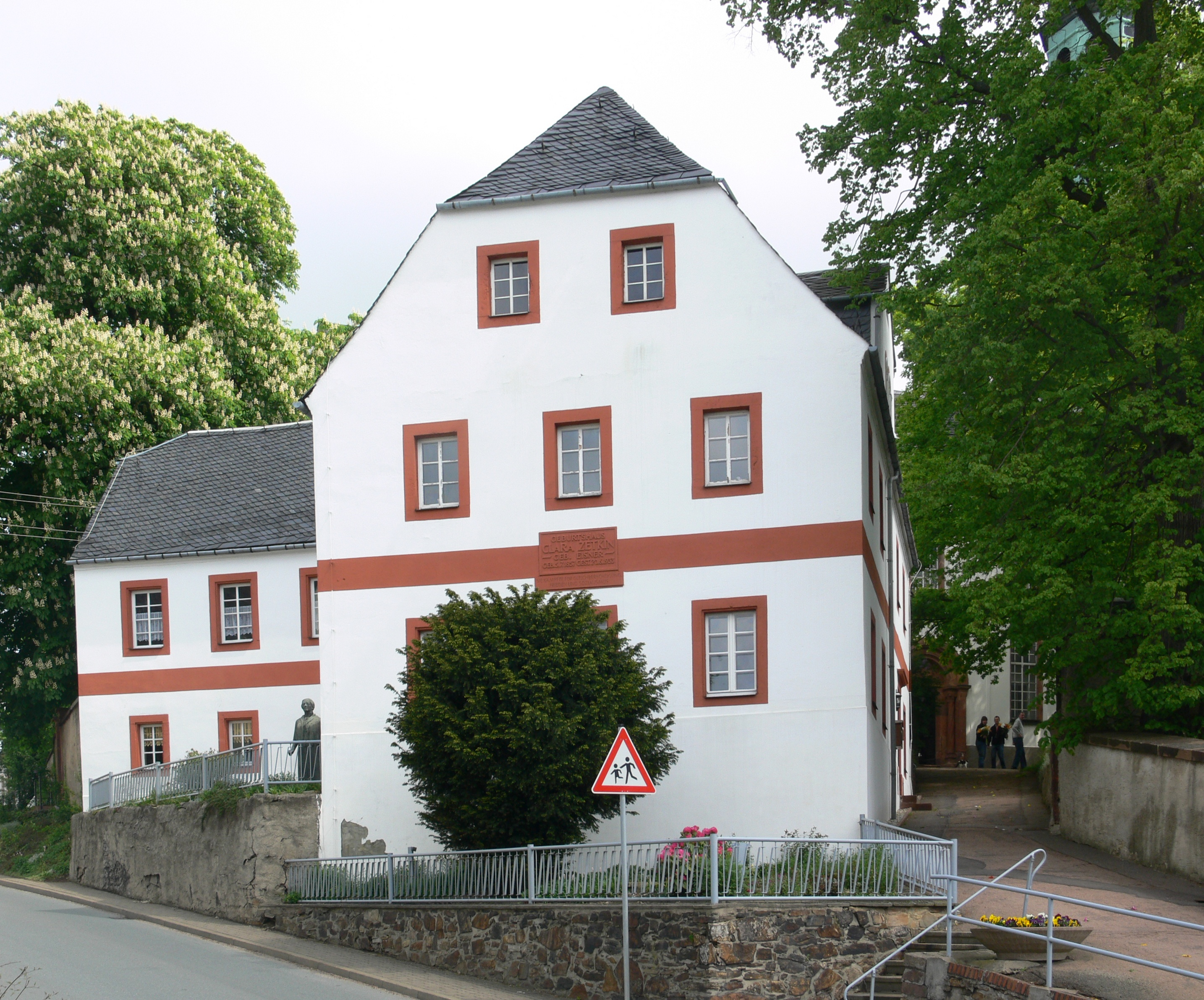
ツェトキンが生まれたアイスナー家

クララ・ツェトキン(Clara Zetkin (ドイツ語: [ˈtsɛtkiːn]) クラーラ・ツェトキーン、旧姓 アイスナー (Eißner [ˈaɪsnɐ])、1857年7月5日 - 1933年6月20日) は、ドイツの政治家・フェミニスト。社会主義の立場による女性解放運動を主導し、女性解放運動の母と呼ばれる。

## 生涯
ドレスデン近郊の村に生まれ、教師になるために勉強する傍ら女性解放運動や労働運動に興味を持つ。1878年にドイツ社会主義労働者党に加入、この党は1890年にドイツ社会民主党になる。この間ビスマルクの弾圧を逃れて、チューリッヒからパリへ亡命。第二インターナショナルの活動に従事する傍ら、1850年にロシアの革命家オシップ・ツェトキンと生活をともにするが1889年に死別する。その後画家のゲオルグ・フリードリッヒ・ツンデル(英語版) と再婚（1899年–1928年）、のちに離別。

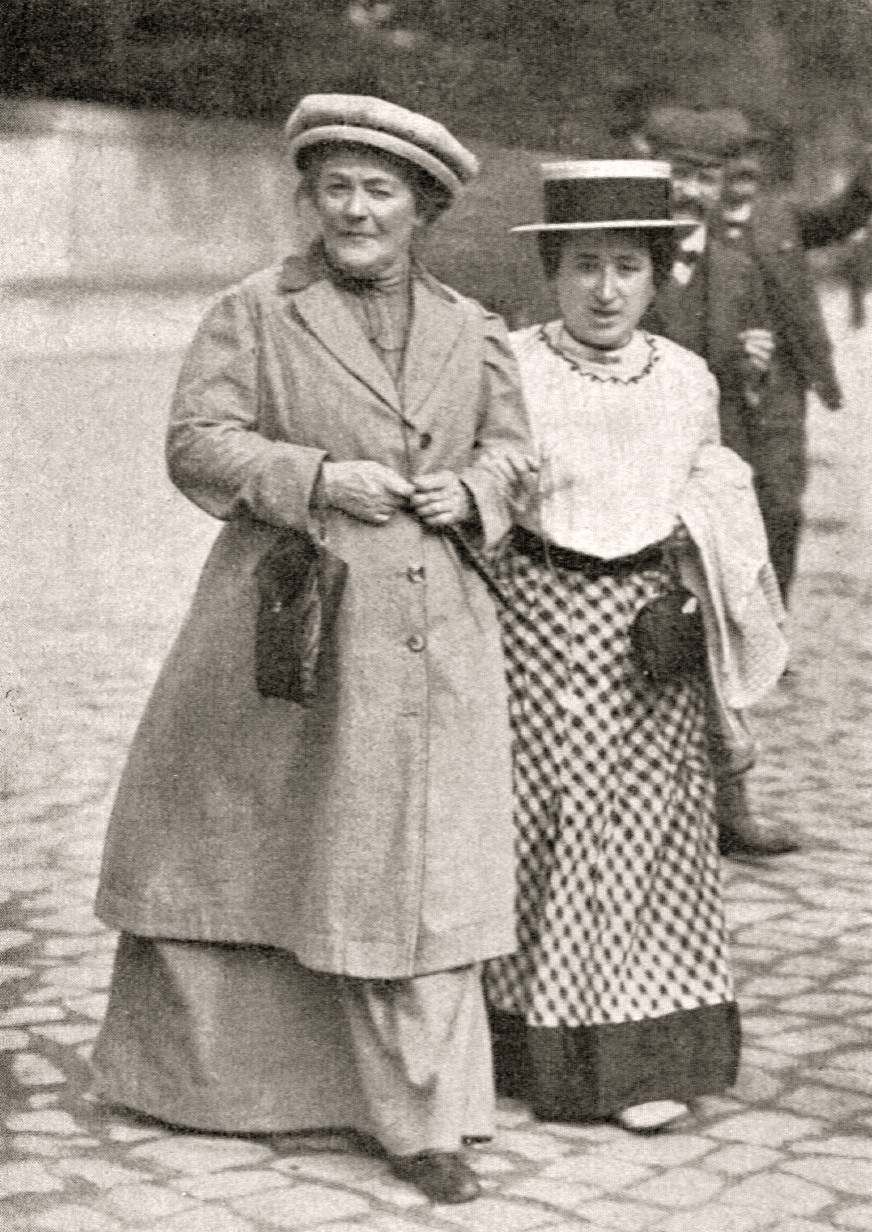
ローザ・ルクセンブルク(右)と

社会民主党に於いては党内左派として活動。エドゥアルト・ベルンシュタインの唱えた修正主義に反対する傍ら、男女平等や婦人参政権など女性解放運動にも本格的に取り組む。1891年～1917年に社会民主党の女性向け機関誌『平等』の編集者となり、1907年には新設された党婦人部長に就任。1911年には国際社会主義婦人会議に出席し、1904年3月8日にアメリカの女性労働者がデモを行ったことに因んで3月8日を「国際女性デー」とするよう提唱した。
第一次世界大戦が勃発すると、社民党首脳部の戦争協力姿勢に反対。ローザ・ルクセンブルクやカール・リープクネヒトと共に1916年にスパルタクス団を結成した。その後独立社会民主党を経て、ドイツ革命後の1920年にドイツ共産党の結成に参加。帝国議会議員として活動しながら、党中央委員・コミンテルン代表委員を歴任した。

### 亡命と客死

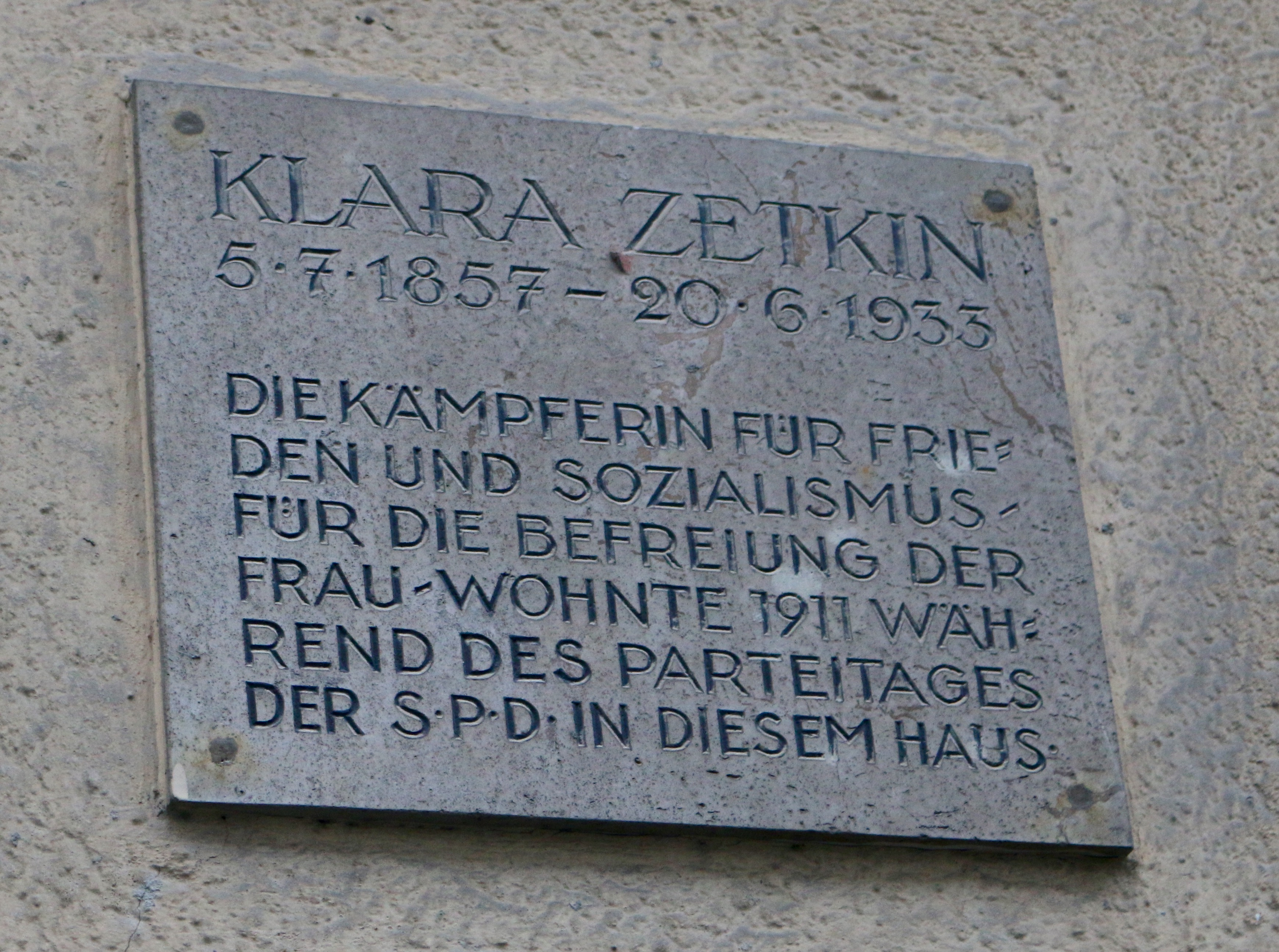
ツェトキンの旧居を示す銘板（イエナ）

1933年にアドルフ・ヒトラー率いるナチスが政権を掌握。国会議事堂放火事件で共産党が非合法化されると、70代半ばの高齢をおしてソビエト連邦に亡命した。同年にモスクワ近郊で客死し、遺骸はクレムリンの壁墓所の壁に葬られた。ヨーロッパ各地から共産主義を代表する人々が弔問に訪れ、故レーニンの妻であったナデジダ・クルプスカヤもその一人だった。
新聞にはヨシフ・スターリン、ヴャチェスラフ・モロトフ、ラーザリ・カガノーヴィチ、などの政界の大物とともに片山潜が棺を担いでいる写真が掲載された。
ツェトキンは1949年以降、東ドイツで英雄視され始める。多くの大都市は通りにクララ・ツェルキンの名前を冠し、古い地図で確認できる。ロシアのトゥーラにもツェトキンの名を献名した道があり（露: ул. Клары Цеткин）、モスクワ都心に通じる幹線道路に並行した脇往還にあたる。

## 栄誉栄典

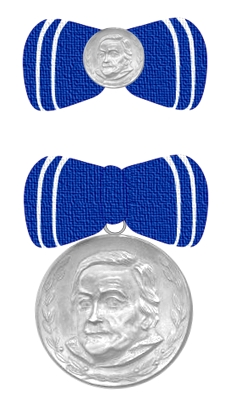
ツェトキン章

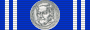
同章の略綬

肖像は東ドイツの10マルク紙幣、GDR体制後の20マルク硬貨に採用された。
東ドイツの大都市にはすべて、1949年時点でクララ・ツェトキンの名前を冠した公道があった。
記念のクララ・ツェトキン章の創設は1954年であり、翌1955年にライプツィヒ市議会は都心部に市民公園「クララツェトキン公園」を新設した。
生誕110年にあたる1967年、東ドイツの彫刻家ヴァルター・アーノルト（英語）制作の銅像がライプツィヒ市内ヨハンナ公園に献呈された。130年周年の1987年に肖像入りの切手を発行。
2011年にドイツの政党左翼党は女性を顕彰する「独: Clara-Zetkin-Frauenpreis」（クララ・ツェトキン女性賞）を創設し、例年、対象者を表彰している。

## 参考文献

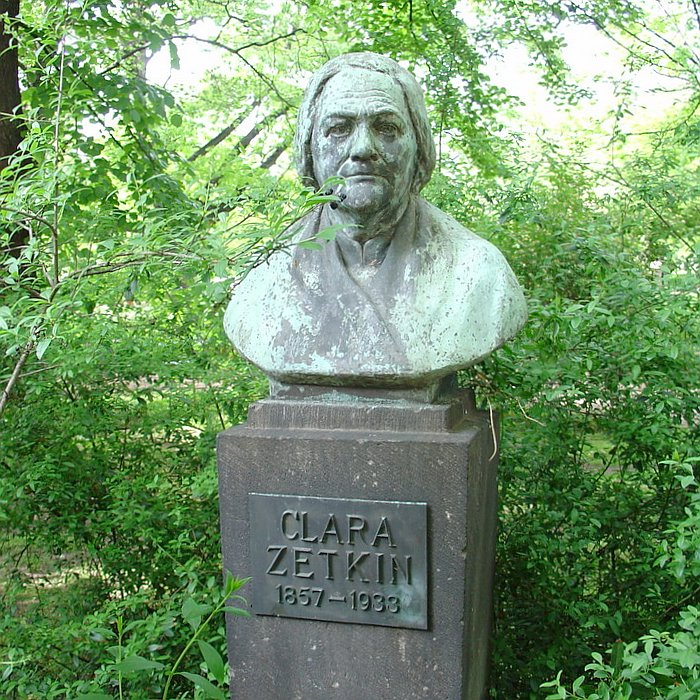
ドレスデンにあるツェトキンの胸像